# زولما براندوني دي جاسباريني
زولما براندوني دي جاسباريني (من مواليد 15 مايو 1944) هي عالمة حفريات وعالمة حيوانات أرجنتينية. اشتهرت باكتشاف حفريات الديناصور جاسبارينيسورا الذي سمي على اسمها.

## الحياة المهنية
ولدت براندوني دي جاسباريني في مدينة لا بلاتا، الأرجنتين في 15 مايو 1944، وتخرجت في علم الحيوان من جامعة لا بلاتا الوطنية في عام 1966 وحصلت على درجة الدكتوراه في العلوم الطبيعية في عام 1973.
اشتهرت زولما براندوني دي جاسباريني دوليًا في التسعينيات لقيادتها الفريق الذي اكتشف جاسبارينيسورا. وهي خبيرة معترف بها في زواحف الدهر الوسيط في أمريكا الجنوبية.
في عام 1972، بدأت حياتها المهنية العلمية في المجلس الوطني للبحوث العلمية والتقنية، حيث تمت ترقيتها في عام 2003 إلى درجة باحث متفوق. وهي اليوم أستاذة في علم الحفريات من الفقاريات في جامعة لا بلاتا الوطنية.

## الجوائز
حصلت براندوني دي غاسباريني على جائزة «برناردو هوساي» من المجلس الوطني للبحوث العلمية والتقنية (1987)، وجائزة الاستحقاق من الجمعية الأرجنتينية لعلم الأحافير (2001) وجائزة فلورنتينو أميجينو من الأكاديمية الوطنية للأبحاث الدقيقة والعلوم الطبيعية (2002). كما حصلت على جائزة بيليجرينو ستروبل في عام 2013.